# باگاتیپارا
باگاتیپارا (به لاتین: Bagatipara) یک منطقهٔ مسکونی در بنگلادش است که در ناحیه ناتوره واقع شده‌است. باگاتیپارا ۱۳۹٫۳۷ کیلومتر مربع مساحت و ۱۳۱٬۰۰۲ نفر جمعیت دارد.